# آنجلیکا نواک
آنجلیکا نواک (انگلیسی: Angelika Noack؛ زادهٔ ۲۰ اکتبر ۱۹۵۲) قایقران روئینگ اهل آلمان شرقی بود.
وی در مسابقات کشوری و بین‌المللی در مجموع برندهٔ ۵ مدال طلا، ۴ مدال نقره، ۲ مدال برنز شده‌است.